# Фужине (Горења Вас-Пољане)
Фужине (словен. Fužine) су насељено место у општини Горења Вас-Пољане, Горењска регија, Словенија.

## Историја
До територијалне реорганизације у Словенији биле су у саставу старе општине Шкофја Лока.

## Становништво
У попису становништва из 2011. године, Фужине су имале 104 становника.
| Број становника према пописима | Број становника према пописима | Број становника према пописима |
| ------------------------------ | ------------------------------ | ------------------------------ |
| 1991                           | 2002                           | 2011                           |
| 82                             | 98                             | 104                            |

Напомена: Године 2010. умањено за део насеља који је припојен насељу Село (Жири).